# Matthias von Krockow
Matthias von Krockow (ur. 11 lipca 1600 w Krokowej, zm. 16 marca 1675 w Kołobrzegu) – był polskim i brandenburskim politykiem, dyplomatą i prawnikiem.
Urodzony w Prusach Królewskich jako polski poddany, pierwsze nauki pobierał w Gdańsku, tam też pogłębiał swą znajomość języka polskiego. Następnie studiował prawo na uniwersytetach w Wittenberdze, Jenie, Tybindze, Strasburgu i Frankfurcie nad Odrą. Chcąc pogłębić swą wiedzę, podróżował po Niderlandach, Francji, Anglii i Szkocji. Po powrocie na Pomorze został radcą dworu księcia Bogusława XIV. Niezadowolony ze stawianych przed nim zadań, porzucił w roku 1636 dwór i wyjechał z Pomorza, by trafić na służbę króla Władysława IV.
Reprezentując polskie interesy, brał udział, jako przedstawiciel dyplomatyczny Rzeczypospolitej, w rokowaniach pokojowych w Münster i Osnabrück. W Osnabrück zorientował się, że reprezentant Szwecji stara się podważyć prawa elektora Brandenburgii do Pomorza Zachodniego. Zapoznał więc przedstawicieli Brandenburgii Matthiasa Wesenbecka II i Johana Fromholda z tajnymi informacjami z ambasady francuskiej, które okazały się bardzo użyteczne i Brandenburgia umocniła swoją pozycję wobec Szwecji. Po powrocie do Polski został bogato wynagrodzony, jednak zgodnie z sumieniem odpowiedział na wezwanie Fryderyka Wilhelma I i osiadł w Brandenburgii jako tajny radca w Berlinie. 
Elektor brandenburski, z powodu jego znajomości faktów, postanowił wykorzystać go jako dyplomatę. W kwietniu 1651 znalazł się na dworze cesarza Ferdynanda III. Po zakończeniu misji dyplomatycznej poświęcił się głównie organizowaniu Sądu Najwyższego Brandenburgii w Kołobrzegu. W roku 1672 otrzymał od elektora tytuł Przewodniczącego Sądu Dworskiego i dożywotnio posiadłość ziemską w Dobrzanach.